# Gieorgij Puszkin
Gieorgij Maksimowicz Puszkin (ros. Георгий Максимович Пушкин, ur. 3 lutego 1909 we wsi Małaja Konoplanka w guberni smoleńskiej, zm. 2 kwietnia 1963 w Moskwie) – radziecki polityk, działacz partyjny i dyplomata, wiceminister spraw zagranicznych ZSRR (1952–1953 i 1959–1963).

## Życiorys
Po ukończeniu w 1931 Moskiewskiego Instytutu Gospodarki Narodowej (Московский институт народного хозяйства им. Г.В.Плеханова) pracował jako planista na Syberii i w Zarządzie Ewidencji Gospodarki Narodowej przy Radzie Komisarzy Ludowych RFSRR, w 1937 ukończył Instytut Pracowników Dyplomatycznych i Konsularnych (Институт дипломатических и консульских работников НКИД СССР), po czym pracował w Ludowym Komisariacie Spraw Zagranicznych ZSRR, 1937–1939 był pracownikiem Wydziału II Zachodniego/Środkowoeuropejskiego tego komisariatu. Od 1939 członek WKP(b), od stycznia 1940 do 23 czerwca 1941 ambasador ZSRR na Słowacji, odwołany ze stanowiska w związku z zerwaniem przez ZSRR stosunków dyplomatycznych ze Słowacją, 1941–1942 zastępca kierownika Wydziału IV Europejskiego Ludowego Komisariatu Spraw Zagranicznych ZSRR, 1942 kierownik Wydziału III Europejskiego tego komisariatu, 1942–1944 konsul generalny ZSRR w Urumczi w Chinach, 1944–1945 doradca polityczny Sojuszniczej Komisji Kontroli na Węgrzech. Od 1 października 1945 do 28 czerwca 1949 ambasador ZSRR na Węgrzech, od czerwca do października 1949 szef wydziału Ministerstwa Spraw Zagranicznych ZSRR, od 16 października 1949 do 26 maja 1952 szef Misji Dyplomatycznej ZSRR w NRD, od maja 1952 do kwietnia 1953 zastępca ministra spraw zagranicznych ZSRR. Od kwietnia 1953 kierownik Wydziału Państw Środkowego i Bliskiego Wschodu MSZ ZSRR, jednocześnie członek Kolegium MSZ ZSRR, do 1954 kierownik Wydziału III Europejskiego MSZ ZSRR, 1954–1955 najwyższy komisarz ZSRR w NRD, od 17 lipca 1954 do 21 lutego 1958 ambasador nadzwyczajny i pełnomocny ZSRR w NRD. Od 25 lutego 1956 do 17 października 1961 członek Centralnej Komisji Rewizyjnej KPZR, 1958–1959 kierownik Wydziału Informacji KC KPZR, od 1959 do śmierci ponownie wiceminister spraw zagranicznych ZSRR, od 31 października 1961 zastępca członka KC KPZR. Odznaczony Orderem Lenina.
W trakcie pełnienia funkcji w Berlinie mieszkał w partyjno-rządowym osiedlu kierownictwa NRD wokół Majakowskiring w Berlinie-Pankow. 